# Christ-Erlöser-Kirche (Oral)

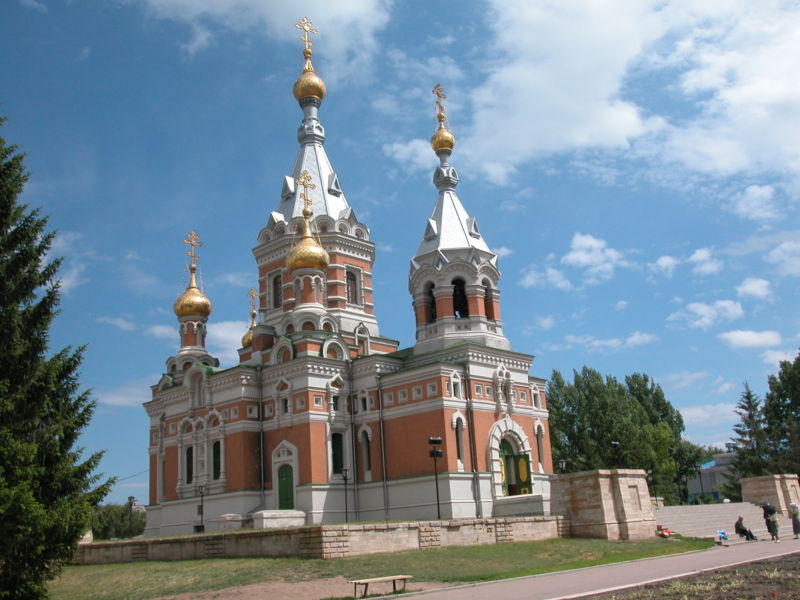
Die Christ-Erlöser-Kathedrale

Die Christ-Erlöser-Kirche (russisch Храм Христа Спасителя) ist ein russisch-orthodoxes Kirchengebäude in der Stadt Oral in Kasachstan. Erbaut wurde sie von 1891 bis 1907. Die Kirche gehört zur russisch-orthodoxen Eparchie Oral und Aqtöbe.

## Geschichte

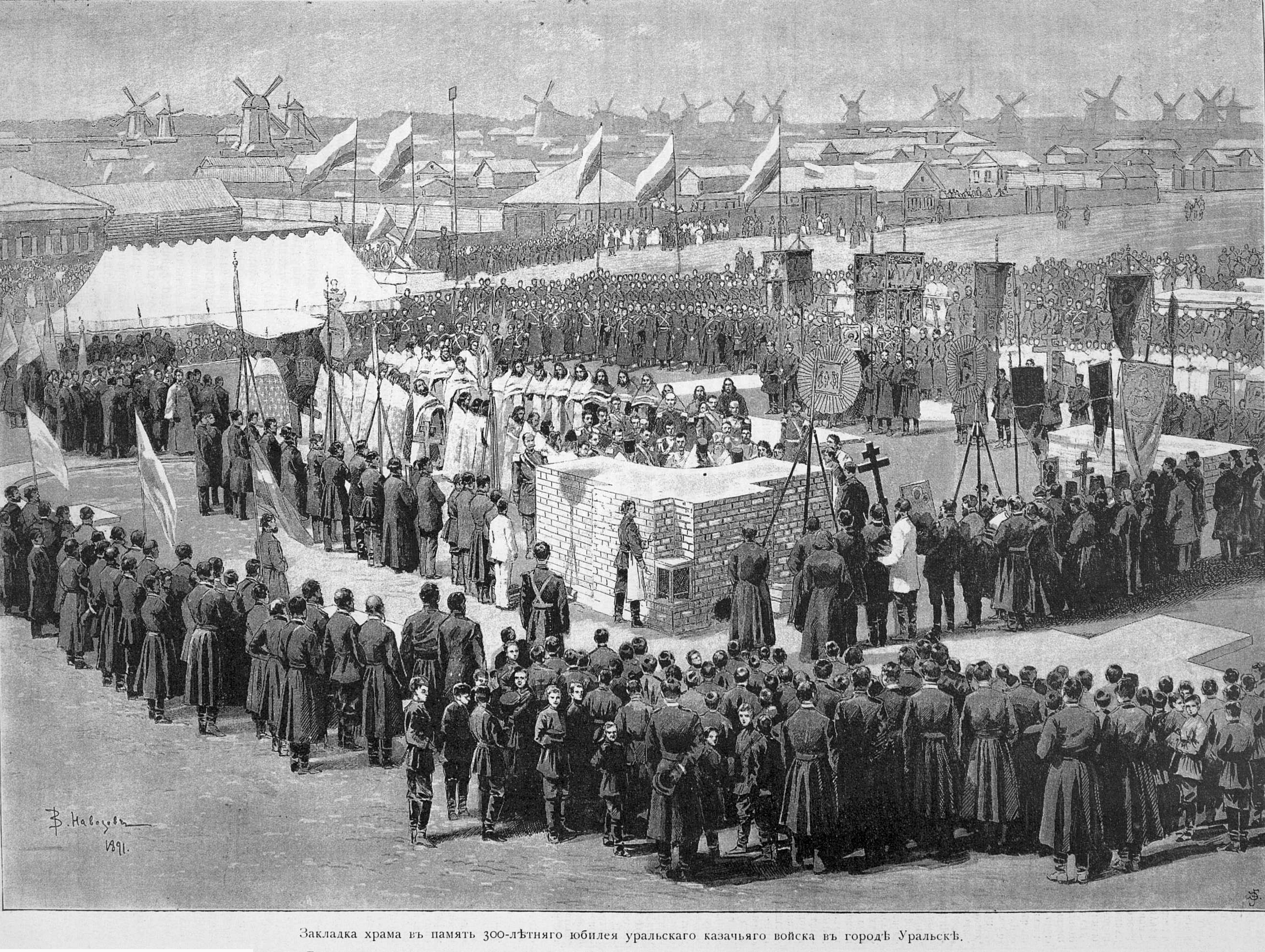
Die Grundsteinlegung des Tempels, 1891

An der Kirche wurde ab 1891 insgesamt 16 Jahre lang gebaut. Am 31. Juli 1891 erfolgte in Anwesenheit des russischen Kaisers Nikolaus II. die Grundsteinlegung. Im Jahr 1907 wurde der mit goldenen Kuppeln verzierte Bau eingeweiht. Ursprünglich befand sich die Kathedrale am Ikanskoy-Platz der Stadt, der heute jedoch nicht mehr existiert.
Während der Zeit, in der Kasachstan Teil der Sowjetunion war, wurde das Gebäude als Museum für Atheismus genutzt. In einer der Kuppeln war ein Planetarium untergebracht. Im November 1990 wurde die Christ-Erlöser-Kirche an die russisch-orthodoxe Kirche zurückgegeben. In den 1990er Jahren wurde das Gebäude auf Initiative der Bevölkerung renoviert und wieder in ein Gotteshaus umfunktioniert.
Die große Kuppel mit dem Namen "Großer Svatoslav" wurde in Moskau gefertigt und im Oktober 1995 auf dem Kirchturm platziert. Die Kirche wird von den Einheimischen auch Goldene Kirche genannt.